# Jaromír Kubíček
Jaromír Kubíček (* 5. ledna 1938 Lysice) je český bibliograf, knihovník a historik, dlouholetý ředitel Moravské zemské knihovny a předseda Sdružení knihoven České republiky, předseda Muzejní a vlastivědné společnosti v Brně.

## Vzdělání
Absolvoval Střední knihovnickou školu v Brně (1957). V letech 1957–1962 vystudoval při zaměstnání obor knihovnictví a čeština na Fakultě osvěty a novinářství Univerzity Karlovy v Praze, kde v roce 1968 dosáhl doktorátu filozofie. V roce 1980 ukončil vědeckou aspiranturu na Filozofické fakultě Univerzity Karlovy, dizertační práce Český politický tisk na Moravě a ve Slezsku v letech 1918-1938 (tiskem 1982). V roce 2001 se habilitoval v oboru českých dějin na Filozofické fakultě Univerzity Palackého v Olomouci, habilitační práce Noviny a časopisy na Moravě a ve Slezsku do roku 1918.

## Zaměstnání
V letech 1957–1959 byl zaměstnán v Krajské knihovně v Jihlavě, v letech 1959–1969 byl knihovníkem ve Státním oblastním archivu v Brně (dnes Moravský zemský archiv). V roce 1969 nastoupil do oddělení bibliografie Státní vědecké knihovny v Brně (dnes Moravská zemská knihovna), v této instituci pracoval 40 let, v letech 1986–2009 byl jejím ředitelem. 
Byl členem vědecké rady Fakulty sociálních věd Univerzity Karlovy v Praze, členem rady Slovenskej národnej knižnice v Martine a Univerzitnej knižnice v Bratislave,šéfredaktorem časopisu Duha a vedoucím redaktorem nových řad všeobecných svazků  Země a lid z vlastivědy moravské
V roce 1994 připravil projekt a řídil výstavbu velké moderní vědecké knihovny v Brně, která byla slavnostně otevřena v roce 2001. 
V roce 1991 inicioval založení vysokoškolského studia knihovnictví na Filozofické fakultě Masarykovy univerzity v Brně, kde do roku 2001 působil jako pedagog. Od roku 2014 je pedagogem Ústavu bohemistiky a knihovnictví Filozoficko-přírodovědecké fakulty Slezské univerzity v Opavě.

## Spolková činnost
V roce 1992 inicioval založení Sdružení knihoven ČR, do roku 2010 byl jeho předsedou. V roce 2000 mu byla udělena Medaile Z. V. Tobolky. Řadu let aktivně působil v Muzejní a vlastivědné společnosti v Brně, v letech 2010–2014 byl jejím předsedou, od 2014 je 1. místopředsedou.
Společně s PhDr. Marií Nádvorníkovou a PhDr. Jiřinou Kádnerovou se zúčastnil v roce 1997 jednání českých a slovenských bibliografů v Diviakov při Turčianských Teplicích a stal se společně s nimi a se slovenskými kolegy, literárním vědcem doc. Milošem Kovačkou a Annou Kuciánovou spoluzakladatelem, každoročně od roku 1998, pořádaných Kolokvií českých, moravských a slovenských bibliografů.Spoluzaložil Nadaci knihoven. 

## Publikační činnost
Je autorem několika desítek odborných publikací a stovek studií a článků. Specializoval se na sestavování regionálních bibliografií, které redigoval v edici Bibliografie a prameny k vývoji Moravy (v letech 1974–2014 v ní vyšlo 55 svazků) a na většině z nich se podílel i autorsky. Inicioval zpracovávání kolektivních bibliografií v rámci bibliografické sekce Sdružení knihoven za spolupráce krajských knihoven sestavil Bibliografii k dějinám měst ČR (1997) a rozsáhlou edici Česká retrospektivní bibliografie, v níž jako hlavní autor vydal 11 svazků soupisu novin a časopisů vydávaných v českých zemích od počátku do roku 1945 (2004–2010). V roce 2019 zpracoval obsáhlé Dějiny veřejných lidových knihoven v českých zemíchJe řešitelem řady odborných bibliografických a knihovnických projektů.
Inicioval vznik Slovníku českých knihovníků, který je stál doplňován na stránkách Národní knihovny a Sdružení knihoven.

### Ocenění
- 1999 – Medaile Ľudivíta Vladimíra Riznera za dlouholetou slovensko-českou bibliografickou spolupráci[8]
- 2000 – Medaile Z. V. Tobolky za dlouholetou odbornou činnost v oboru knihovnictví a bibliografie[7]
- 2009 - Velkomoravský knihovník[11]